# Mihály Zichy

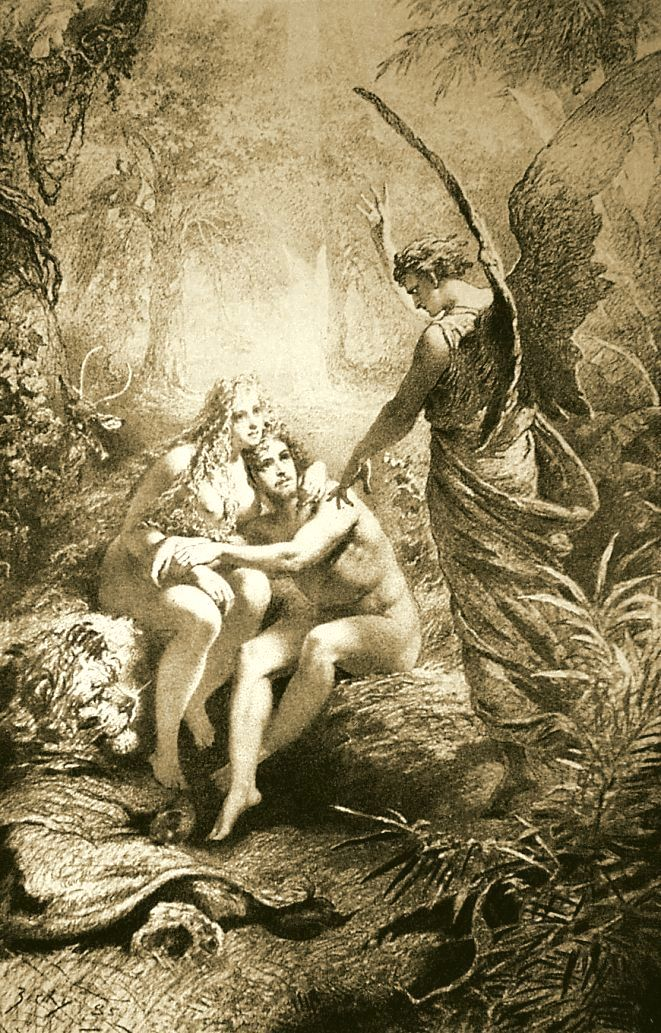
Ilustracja do Tragedii człowieka - dramatu Imre Madácha

Mihály Zichy (węg.: Zichy Mihály) (ur. 15 października 1827, Zala, Węgry, zm. 28 lutego 1906 w Petersburgu) – węgierski malarz i ilustrator.
Pochodził z drobnoszlacheckiej rodziny. Od 1842 r. studiował prawo i równolegle malarstwo u Jacopo Marastoni w Peszcie. W roku 1844 przeniósł się do Wiednia, by kontynuować naukę u Ferdinanda Georga Waldmüllera. Choć jego obrazy cieszyły się zainteresowaniem, dochody z malarstwa nie pozwoliły mu na zabezpieczenie egzystencji. W 1847 r. wyjechał do Petersburga, gdzie został prywatnym nauczycielem wielkiej księżnej Heleny. W 1849 r. powrócił jednak do malarstwa. Tym razem dzięki kontaktom, które nawiązał w otoczeniu wielkiej księżnej, oprócz uznania artystycznego, udało mu się osiągnąć sukces finansowy i społeczny. W 1859 r. został nadwornym malarzem na dworze cara Aleksandra II, gdzie malował portrety rosyjskich dworzan.
W roku 1874 udał się do Paryża, tam został prezydentem związku Węgrów i pod wrażeniem dzieła Zoli: Nana, namalował m.in. Kurtyzanę. Następnie wrócił do Rosji i został do końca życia na dworze cara Aleksandra III.
Obrazy Zichy znane są z otwartego, odważnego przedstawiania tematu miłości cielesnej.